# Cupa Moldovei 2016-2017
La Cupa Moldovei 2016-2017 è stata la 26ª edizione della coppa nazionale moldava, che è iniziata il 23 agosto 2016 (con gli incontri del primo turno preliminare).

## Formula
Il torneo si svolge con turni ad eliminazione diretta in gara unica. Nei turni preliminari si affrontano le squadre militanti in Divizia B e Divizia A con gli accoppiamenti stabiliti in base a criteri geografici. A partire dal secondo turno entrano nella competizione tre club della massima serie con i rimanenti già qualificati agli ottavi di finale.

## Primo turno preliminare
| Squadra 1            | Risultato   | Squadra 2              |
| -------------------- | ----------- | ---------------------- |
| 20 agosto 2016       |             |                        |
| Rîşcani              | 4 - 2 (dts) | Speranța Drochia       |
| Intersport Sănătăuca | 1 - 0       | Florești               |
| Maiak Cioropcani     | 2 - 0       | Codru Juniori Călărași |
| Fălești              | 0 - 5       | Grănicerul Glodeni     |
| Nistru Otaci         | 2 - 0 (dts) | Dava Soroca            |
| Orhei Star           | 1 - 0       | Bogzești               |
| Cotiujenii Mari      | 1 - 2       | Cruiz Camenca          |
| Politeh Chișinău     | 1 - 8       | Sinteza Căușeni        |
| Cricova              | 1 - 2       | Anina Anenii Noi       |
| Sparta Zîmbreni      | 1 - 0       | Boldurești             |
| Slobozia Mare        | 2 - 1       | Cahul-2005             |
| Ceadîr-Lunga         | 4 - 0       | Trachia Taraclia       |
| Sireți               | 3 - 0       | CFR Ialoveni           |
| Maiak Chirsova       | 0 - 2 (dts) | Congaz                 |

## Secondo turno preliminare
| Squadra 1      | Risultato   | Squadra 2     |
| -------------- | ----------- | ------------- |
| 23 agosto 2016 |             |               |
| Nistru Otaci   | 0 - 1 (dts) | Orhei Star    |
| Ceadîr-Lunga   | 7 - 2       | Slobozia Mare |

## Primo turno
| Squadra 1            | Risultato       | Squadra 2            |
| -------------------- | --------------- | -------------------- |
| 3 settembre 2016     |                 |                      |
| Rîşcani              | 1 - 4           | Edineț               |
| Intersport Sănătăuca | 1 - 0           | Sîngerei             |
| Maiak Cioropcani     | 3 - 5           | Codru Lozova         |
| Grănicerul Glodeni   | 0 - 2           | Spicul Chișcăreni    |
| Orhei Star           | 1 - 2           | Victoria Bardar      |
| Cruiz Camenca        | 1 - 1 (1-3 dtr) | Iskra Rîbnița        |
| Sinteza Căușeni      | 0 - 1 (dts)     | Intersport-Aroma     |
| Anina Anenii Noi     | 3 - 0           | Real Succes Chișinău |
| Sparta Zîmbreni      | 2 - 4           | Sfântul Gheorghe     |
| Ceadîr-Lunga         | 2 - 2 (2-4 dtr) | Prut Leova           |
| Sireți               | 2 - 10          | Sparta Selemet       |
| Congaz               | 2 - 4           | Gagauziya-Oguzsport  |

## Secondo turno
N.B.: il Gagauziya-Oguzsport accede direttamente al turno successivo.
| Squadra 1         | Risultato       | Squadra 2            |
| ----------------- | --------------- | -------------------- |
| 20 settembre 2016 |                 |                      |
| Sfântul Gheorghe  | 1 - 0           | Ungheni              |
| Prut Leova        | 0 - 3           | Sparta Selemet       |
| Iskra Rîbnița     | 0 - 5           | Saxan Gagauz Yeri    |
| Victoria Bardar   | 0 - 2           | Spicul Chișcăreni    |
| 21 settembre 2016 |                 |                      |
| Codru Lozova      | 1 - 0           | Intersport Sănătăuca |
| Anina Anenii Noi  | 2 - 2 (3-1 dtr) | Intersport-Aroma     |
| Academia Chișinău | 6 - 0           | Edineț               |

## Ottavi di finale
| Squadra 1           | Risultato | Squadra 2         |
| ------------------- | --------- | ----------------- |
| 25 ottobre 2016     |           |                   |
| Dinamo-Auto         | 3 - 2     | Sfântul Gheorghe  |
| Gagauziya-Oguzsport | 1 - 8     | Zaria Bălți       |
| Milsami Orhei       | 4 - 0     | Academia Chișinău |
| Speranța Nisporeni  | 0 - 1     | Saxan Gagauz Yeri |
| Spicul Chișcăreni   | 0 - 3     | Petrocub-Hîncești |
| Sheriff Tiraspol    | 13 - 0    | Codru Lozova      |
| 26 ottobre 2016     |           |                   |
| Sparta Selemet      | 1 - 4     | Dacia Chișinău    |
| Zimbru Chișinău     | 10 - 0    | Anina Anenii Noi  |

## Quarti di finale
| Squadra 1         | Risultato       | Squadra 2         |
| ----------------- | --------------- | ----------------- |
| 26 aprile 2017    |                 |                   |
| Dacia Chișinău    | 1 - 1 (2-4 dtr) | Zaria Bălți       |
| Milsami Orhei     | 0 - 1           | Sheriff Tiraspol  |
| Petrocub-Hîncești | 3 - 0           | Saxan Gagauz Yeri |
| Zimbru Chișinău   | 4 - 0           | Dinamo-Auto       |

## Semifinali
| Squadra 1         | Risultato       | Squadra 2        |
| ----------------- | --------------- | ---------------- |
| 16 maggio 2017    |                 |                  |
| Petrocub-Hîncești | 1 - 1 (4-5 dtr) | Sheriff Tiraspol |
| Zaria Bălți       | 1 - 0 (dts)     | Zimbru Chișinău  |

## Finale
| Arbitro: | Ulusoy |

|                                                 |           |  |
| Damașcan 49’, 59’ Bayala 54’, 56’ Joálisson 89’ | Marcatori |  |

| Sheriff Tiraspol | Zaria Bălți |

### Formazioni
|                 |    |                   |     |     |
|                 |    |                   |     |     |
| P               | 25 | Serghei Juric     |     |     |
| D               | 14 | Wilfried Balima   |     | 52’ |
| D               | 21 | Maxim Potîrniche  |     |     |
| D               | 55 | Mateo Sušić (c)   |     |     |
| D               | 90 | Vujadin Savić     |     |     |
| C               | 8  | Radu Gînsari      |     |     |
| C               | 11 | Ricardinho        |     |     |
| C               | 20 | Cyrille Bayala    | 55’ | 78’ |
| C               | 24 | Seidu Yahaya      |     |     |
| A               | 39 | Ziguy Badibanga   |     | 69’ |
| A               | 99 | Vitalie Damașcan  |     | 60’ |
| A disposizione: |    |                   |     |     |
| P               | 28 | Alexei Koșelev    |     |     |
| D               | 3  | Ion Jardan        |     | 52’ |
| D               | 6  | Victor Oliveira   |     |     |
| D               | 17 | Artiom Rozgoniuc  |     |     |
| D               | 23 | Dionatan Teixeira |     | 69’ |
| D               | 37 | Vitalie Bordian   |     |     |
| C               | 4  | Khalifa Jabbie    |     | 60’ |
| C               | 7  | Joálisson         |     | 78’ |
| C               | 30 | Josip Brezovec    |     |     |
| C               | 32 | Evgheni Oancea    |     |     |
| C               | 88 | Zoran Kvržić      |     |     |
| Allenatore:     |    |                   |     |     |
| Roberto Bordin  |    |                   |     |     |

|                 |    |                     |     |     |
|                 |    |                     |     |     |
| P               | 33 | Serghei Pașcenco    |     |     |
| D               | 2  | Victor Golovatenco  | 77’ |     |
| D               | 5  | Andrei Novicov      |     |     |
| D               | 14 | Andrij Slinkin      |     |     |
| D               | 20 | Oleh Jermak         |     | 51’ |
| C               | 4  | Alexandru Onică (c) |     |     |
| C               | 8  | Vadim Rață          | 68’ |     |
| C               | 10 | Igor Țîgîrlaș       |     |     |
| C               | 16 | Alexandru Suvorov   |     | 65’ |
| C               | 19 | Maxim Mihaliov      | 19’ | 79’ |
| A               | 9  | Gheorghe Ovseanicov |     |     |
| A disposizione: |    |                     |     |     |
| P               | 1  | Vladimir Livșiț     |     |     |
| D               | 6  | Iulian Erhan        |     |     |
| D               | 26 | Tihomir Trifonov    |     |     |
| D               | 27 | Denis Rassulov      |     |     |
| C               | 3  | Ion Cărăruș         |     |     |
| C               | 22 | Rubén Gómez         | 68’ | 65’ |
| A               | 9  | Alberto Morín       |     |     |
| A               | 11 | Gheorghe Boghiu     |     | 51’ |
| A               | 18 | Vadim Gulceac       |     | 79’ |
| A               | 21 | Igor Bugaiov        |     |     |
| Allenatore:     |    |                     |     |     |
| Vlad Goian      |    |                     |     |     |